# 체심 입방 격자

체심 입방 격자

체심 입방 격자(體心立方格子, Body Centered Cubic lattice ; BCC)는 입방구의 각 꼭짓점과 입방체의 중심에 1개의 원자가 배열된 결정구조이다. 원자가 점유하고 있는 비율은 약 68%이고, 원자가 없는 빈 공간은 32%이다.
체심 입방 격자는 총 2개의 원자로 되어 있으며, 32%의 빈 공간에는 탄소원자가 들어갈 수가 없다.

## 결정구조
Ba,Cr, Mo, Li, W, V, Na, K (강도가 크고 용융점이 높으나 전성, 연성이 떨어진다.)

## 같이 보기
- 면심 입방 격자
- 조밀 육방 격자